# Área de conservación privada Campo Verde

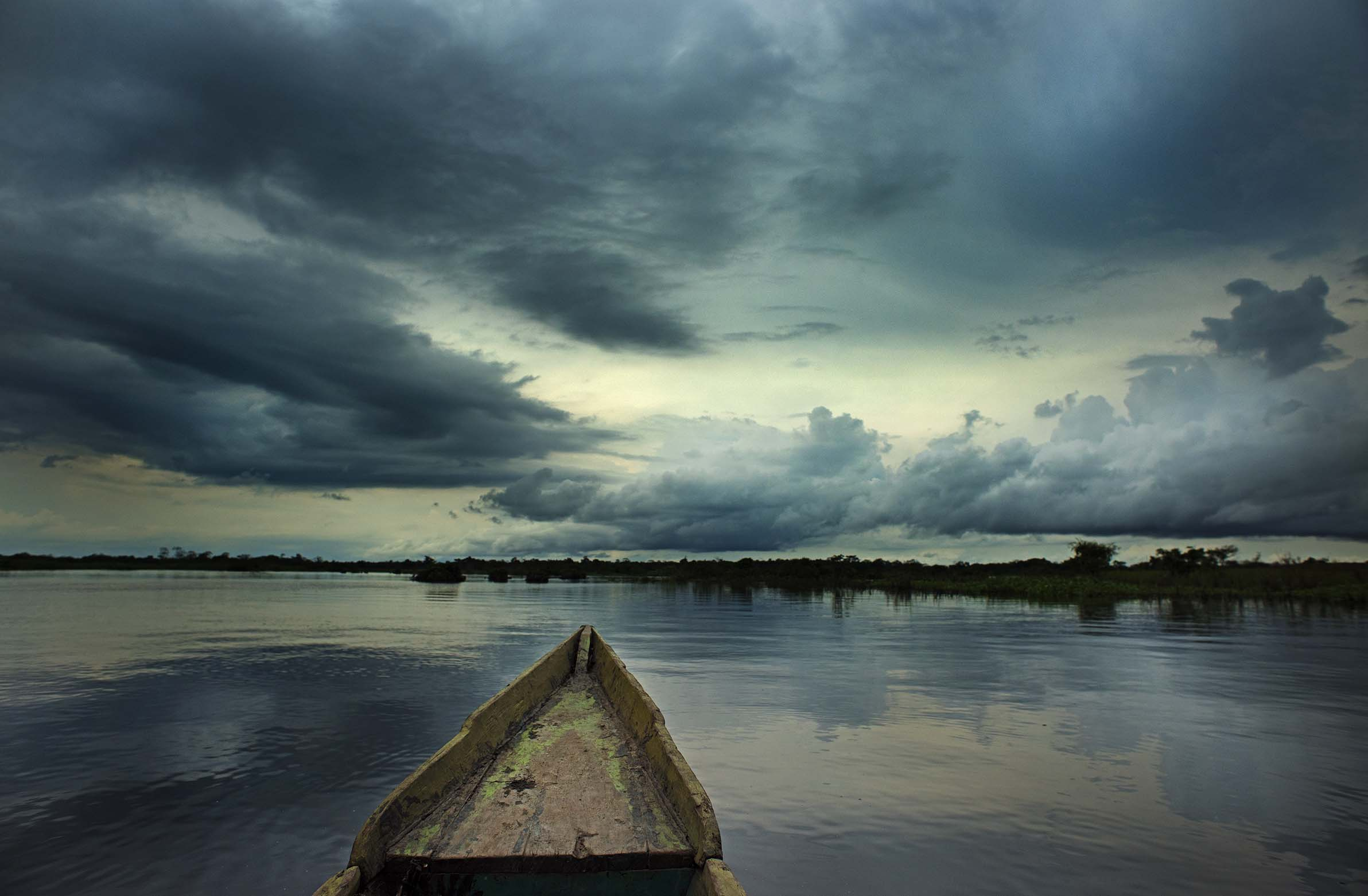
Fotografía del Área de Conservación Privada Campo Verde en Ucayali, Perú.

El Área de Conservación Privada Campo Verde es un área protegida en el Perú, reconocida por el Minam por un periodo de 40 años. Se encuentra ubicada en el distrito de Manantay, dentro de la provincia de Coronel Portillo, en el departamento de Ucayali.
Fue declarada como área de conservación privada el 27 de setiembre de 2022 mediante R.M. Nº 193-2022-MINAM. Tiene una extensión de 8049.87 hectáreas ubicada en la región Ucayali. Es la segunda área de conservación privada de Ucayali.

## Objetivo
Preservar el bosque pluvial maduro amazónico, manteniéndolo en buen estado para que la fauna silvestre que habita en ella se pueda sostener. Hace cuidado especialmente de los ecosistemas de aguajales.

## Flora
Se cuentan 100 especies por hectárea.

## Fauna
Son 228 especies de aves las que se registran en Campo Verde, esta cifra representa el 80% del total de aves en todo Ucayali. De entre ellas, el halcón peregrino se encuentra en un nivel de peligro. Esta riqueza hace de la zona una llena de potencialidad investigativa en el campo de la ornitología.
También habitan 20 especies de mamíferos, de entre ellos, el tapir o sachavaca, especie considerada en situación vulnerable. Además también se tiene 23 especies de anfibios y 19 de reptiles.

## Hallazgos
En una investigación desarrollada entre 2021 y 2022, el Instituto Peruano de Herpetología y al Centro de Ornitología y Biodiversidad del Perú (CORBIDI) halló una especia nueva de rana arborícola de la especie Scinax pyroinguinis sp. nov. denominada "rana de ingles de fuego".

## Peligros
Por su ubicación se encuentra en zona de influencia de incendios forestales por la expansión de la frontera agrícola. Los incendios principalmente se presentan en la estación seca.